# Föritztal
Föritztal ist eine Gemeinde im Landkreis Sonneberg im fränkisch geprägten Süden des Freistaates Thüringen, die zum 6. Juli 2018 durch den Zusammenschluss der Gemeinden Föritz, Judenbach und Neuhaus-Schierschnitz gebildet wurde. Namensgeber ist die Föritz, ein Zufluss der Steinach.

## Geographie

### Nachbargemeinden
Nachbargemeinden sind, im Uhrzeigersinn, beginnend im Norden: Sonneberg, Tettau, Pressig, Stockheim, Mitwitz und Neustadt bei Coburg.

### Gemeindegliederung
Die Gemeinde gliedert sich in die Ortsteile Eichitz, Föritz, Gefell, Heinersdorf, Heubisch, Jagdshof, Judenbach, Lindenberg, Mogger, Mönchsberg, Mupperg, Neuenbau, Neuhaus-Schierschnitz (mit Buch, Gessendorf, Mark, Neuhaus und Schierschnitz), Oerlsdorf, Rotheul, Rottmar, Schwärzdorf, Sichelreuth und Weidhausen.

## Geschichte
Im Zuge der Gebietsreform in Thüringen beschlossen die Gemeinden Föritz, Judenbach und Neuhaus-Schierschnitz bereits 2016 die freiwillige Gemeindefusion. Diese wurde am 21. Juni 2018 im Rahmen des Thüringer Gesetzes zur freiwilligen Neugliederung kreisangehöriger Gemeinden im Jahr 2018 (ThürGNGG 2018) vom Thüringer Landtag verabschiedet. Das Gesetz wurde am 5. Juli 2018 im Gesetz- und Verordnungsblatt des Freistaates Thüringen veröffentlicht und trat am Tag darauf in Kraft.

## Politik
Am 28. Oktober 2018 wurde der erste Gemeinderat und Bürgermeister der Gemeinde Föritztal gewählt. Bis dahin führte der Staatliche Beauftragte des Landkreises Sonneberg für die Gemeinde Föritztal – Wolfgang Scheler – die Geschäfte der Gemeinde und die drei Gemeinderäte der ehemaligen Gemeinden tagten zusammen.

### Gemeinderat
Sitzverteilung in den bisherigen Gemeinderäten von Föritztal:
| Listenname       | 12014 | 2018  | 2024  | Sitzverteilung im aktuellen Gemeinderat FöritztalInsgesamt 20 Sitze - DIE LINKE - GS: 3 - SPD: 1 - FDP: 1 - FW: 2 - CDU: 7 - AfD: 6 |
| CDU              | 23    | 7     | 7     | Sitzverteilung im aktuellen Gemeinderat FöritztalInsgesamt 20 Sitze - DIE LINKE - GS: 3 - SPD: 1 - FDP: 1 - FW: 2 - CDU: 7 - AfD: 6 |
| DIE LINKE - GS 2 | 12    | 5     | 3     | Sitzverteilung im aktuellen Gemeinderat FöritztalInsgesamt 20 Sitze - DIE LINKE - GS: 3 - SPD: 1 - FDP: 1 - FW: 2 - CDU: 7 - AfD: 6 |
| SPD              | 5     | 3     | 1     | Sitzverteilung im aktuellen Gemeinderat FöritztalInsgesamt 20 Sitze - DIE LINKE - GS: 3 - SPD: 1 - FDP: 1 - FW: 2 - CDU: 7 - AfD: 6 |
| AfD              | n. k. | 3     | 6     | Sitzverteilung im aktuellen Gemeinderat FöritztalInsgesamt 20 Sitze - DIE LINKE - GS: 3 - SPD: 1 - FDP: 1 - FW: 2 - CDU: 7 - AfD: 6 |
| FW               | 3     | 2     | 2     | Sitzverteilung im aktuellen Gemeinderat FöritztalInsgesamt 20 Sitze - DIE LINKE - GS: 3 - SPD: 1 - FDP: 1 - FW: 2 - CDU: 7 - AfD: 6 |
| FDP              | 1     | 2     | 1     | Sitzverteilung im aktuellen Gemeinderat FöritztalInsgesamt 20 Sitze - DIE LINKE - GS: 3 - SPD: 1 - FDP: 1 - FW: 2 - CDU: 7 - AfD: 6 |
| IFw 3            | 1     | 0     | n. k. | Sitzverteilung im aktuellen Gemeinderat FöritztalInsgesamt 20 Sitze - DIE LINKE - GS: 3 - SPD: 1 - FDP: 1 - FW: 2 - CDU: 7 - AfD: 6 |
| BiJ 4            | 1     | n. k. | n. k. | Sitzverteilung im aktuellen Gemeinderat FöritztalInsgesamt 20 Sitze - DIE LINKE - GS: 3 - SPD: 1 - FDP: 1 - FW: 2 - CDU: 7 - AfD: 6 |
| Gesamt           | 46    | 22    | 20    | Sitzverteilung im aktuellen Gemeinderat FöritztalInsgesamt 20 Sitze - DIE LINKE - GS: 3 - SPD: 1 - FDP: 1 - FW: 2 - CDU: 7 - AfD: 6 |

### Bürgermeister
Silke Fischer (CDU) setzte sich bei der Bürgermeisterwahl am 1. und 15. September 2024 in der Stichwahl mit 66,6 % der Stimmen gegen ihren Gegenkandidaten von der AfD durch.
Ihr Vorgänger Andreas Meusel (CDU) wurde am 28. Oktober 2018 mit 95,8 % der Stimmen zum ersten Bürgermeister von Föritztal gewählt. Er setzte sich als einziger Kandidat im ersten Durchgang durch. (siehe Kommunalwahlen in Thüringen 2019 und 2024)
Ortsteilbürgermeister:
- Neuenbau: Rüdiger Scholz (parteilos)  mit 96,9 % wiedergewählt[10]

(Stand: Kommunalwahl am 26. Mai 2024)

## Verkehr
Im südlichen Teil der Gemeinde verläuft die Bundesstraße 89 und am südwestlichen Rand die Bundesstraße 4. Verschiedene Landes- und Kreisstraßen erschließen die übrigen Teile der Gemeinde. Föritz und Neuhaus-Schierschnitz hatten bis 1946 einen Bahnanschluss an der Bahnstrecke Sonneberg–Stockheim. Durch Heubisch und Mupperg führte bis 1945 die Bahnstrecke Ebersdorf b.Coburg–Neustadt b.Coburg, Heinersdorf war bis 1952 an die Bahnstrecke Pressig-Rothenkirchen–Tettau angebunden und verfügte über einen Haltepunkt. Alle Eisenbahnverbindungen wurden durch die innerdeutsche Grenze unterbrochen und nicht wieder aufgebaut.

## Logo

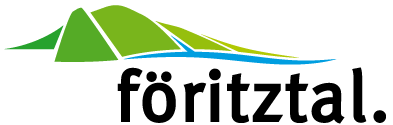
Logo der Gemeinde Föritztal

Die Gemeinde Föritztal führt seit ihrer Gründung ein Logo. Das Logo ist als Wort-Bild-Marke konzipiert und bildet die Grundlage des Corporate Designs. Es zeigt den stilisierten Thüringer Wald in verschiedenen Grüntönen und den Fluss Föritz in blau; der Schriftzug föritztal. in schwarzer Farbe vervollständigt den Entwurf des ortsansässigen Designers Jens Kaufmann. Die Gemeinde Föritztal hat bisher kein Wappen.